# Rasmus Myrgren
Rasmus Paul Myrgren (* 25. November 1978 in Lindome) ist ein ehemaliger schwedischer Segler.

## Erfolge
Rasmus Myrgren nahm an den Olympischen Spielen 2008 in Peking und 2012 in London in der Bootsklasse Laser teil. 2008 belegte er bei seinem Olympiadebüt den sechsten Platz. Vier Jahre darauf beendete er die Regatta mit 72 Punkten auf dem dritten Rang hinter Tom Slingsby und Pavlos Kontides und gewann somit die Bronzemedaille. Bei Weltmeisterschaften sicherte er sich bereits 2006 in Jeju-si Bronze.
Nach den Olympischen Spielen 2012 beendete er seine Karriere.